# Krafft-temperatuur
De krafft-temperatuur (ook krafft-punt of kritische miceltemperatuur genoemd) is de minimumtemperatuur waarbij surfactanten micellen vormen. Onder de krafft-temperatuur is er geen waarde voor de kritische micelconcentratie (CMC, critical micelle concentration), oftewel micellen kunnen niet vormen. De krafft-temperatuur is een punt van faseverandering waaronder de surfactant in kristallijne vorm blijft, zelfs in waterige oplossingen.
Surfactanten in deze kristallijne vorm zullen alleen oplossen en micellen vormen als een andere surfactant de krachten doorbreekt om de stof kristallijn te houden, of als de temperatuur verhoogd wordt, waardoor de toename in entropie de kristallijne structuur doet afbreken.

## Structuureffecten
Surfactanten bestaan over het algemeen uit een koolwaterstofketen en een polaire kopgroep. Wanneer de lengte van de keten verhoogd wordt, stijgt ook de krafft-temperatuur, doordat het de vanderwaalskrachten verbetert.